# 马耳他同性婚姻
马耳他同性婚姻在2017年9月1日生效。马耳他议会在2017年7月12日通过了同性婚姻法制化的法律草案，马耳他总统在2017年8月1日签署了该法律。同年8月25日主管平权事务的部长发布法律通告，该法将在2017年9月1日生效。
马耳他之前允许同性之间的民事结合。《民事结合法（2014年）》授予民事结合与婚姻相同的权利、责任和义务，包括共同抚养的权利。议会最终在2014年4月14日已37票同意、0票反对、30票缺席的投票结果通过了该项法律。总统玛丽·路易斯·科勒略·普雷卡在4月16日签署了该法律。4月17日该法发表在政府公报里。第一对民事结合是在2014年6月13日举办的。